# Intemperie (película)
Intemperie es una película dramática española dirigida por Benito Zambrano y protagonizada por Luis Tosar, Jaime López, Luis Callejo y Vicente Romero. El guion corrió a cargo de los hermanos Daniel y Pablo Remón y del propio Zambrano a partir de la novela homónima del escritor pacense Jesús Carrasco.
Se terminó de rodar en agosto de 2018, y en España se estrenó el 22 de noviembre de 2019.

## Sinopsis
Intemperie narra la dramática historia un niño que, por razones desconocidas (pero que se adivinan terribles), huye del pueblo y se adentra en la implacable llanura. En su escapada se encontrará con un silencioso cabrero que le ayudará ante sus perseguidores, el capataz del pueblo y sus hombres.

## Producción
La película es fruto de una coproducción hispanoportuguesa encabezada por Morena Films, que venía encadenando éxitos de taquilla como Campeones y Todos lo saben; también participaron Áralan Films, Intemperie La Película A.I.E. y Ukbar Filmes, con la ayuda de Televisión Española, Canal Sur y Movistar+. Contó además con la financiación del Instituto de la Cinematografía y con el apoyo de la Agencia Andaluza de Instituciones Culturales.
El rodaje se desarrolló en los pueblos granadinos de Orce, Galera, Huéscar y Puebla de Don Fadrique. Debido al interés del director de rodar todo lo posible en escenarios naturales, el equipo de filmación tenía que evitar todo espacio o elemento que pudiera identificarse como actual (como las torres de alta tensión); además, sus miembros hubieron de sufrir infestaciones de pulgas o necesitar —a pesar del tórrido calor exterior— de mantas y prendas de abrigo para trabajar en las cuevas. Y para dar verosimilitud al personaje del niño, el joven actor tuvo que aprender a cabalgar o a ordeñar.

### Reparto
Al igual que en la novela, los personajes no se identifican por su nombre propio, sino, en todo caso, por su apodo (ayudantes del capataz). Los principales actores, junto con los personajes que encarnan, son:
- Luis Tosar como el pastor
- Jaime López como el niño
- Luis Callejo como el capataz
- Vicente Romero como el Triana
- Juanjo Pérez Yuste como el Segovia
- Adriano Carvalho como el Portugués
- Kandido Uranga como el viejo
- Manolo Caro como el tullido
- Paz de Alarcón como madre del chico

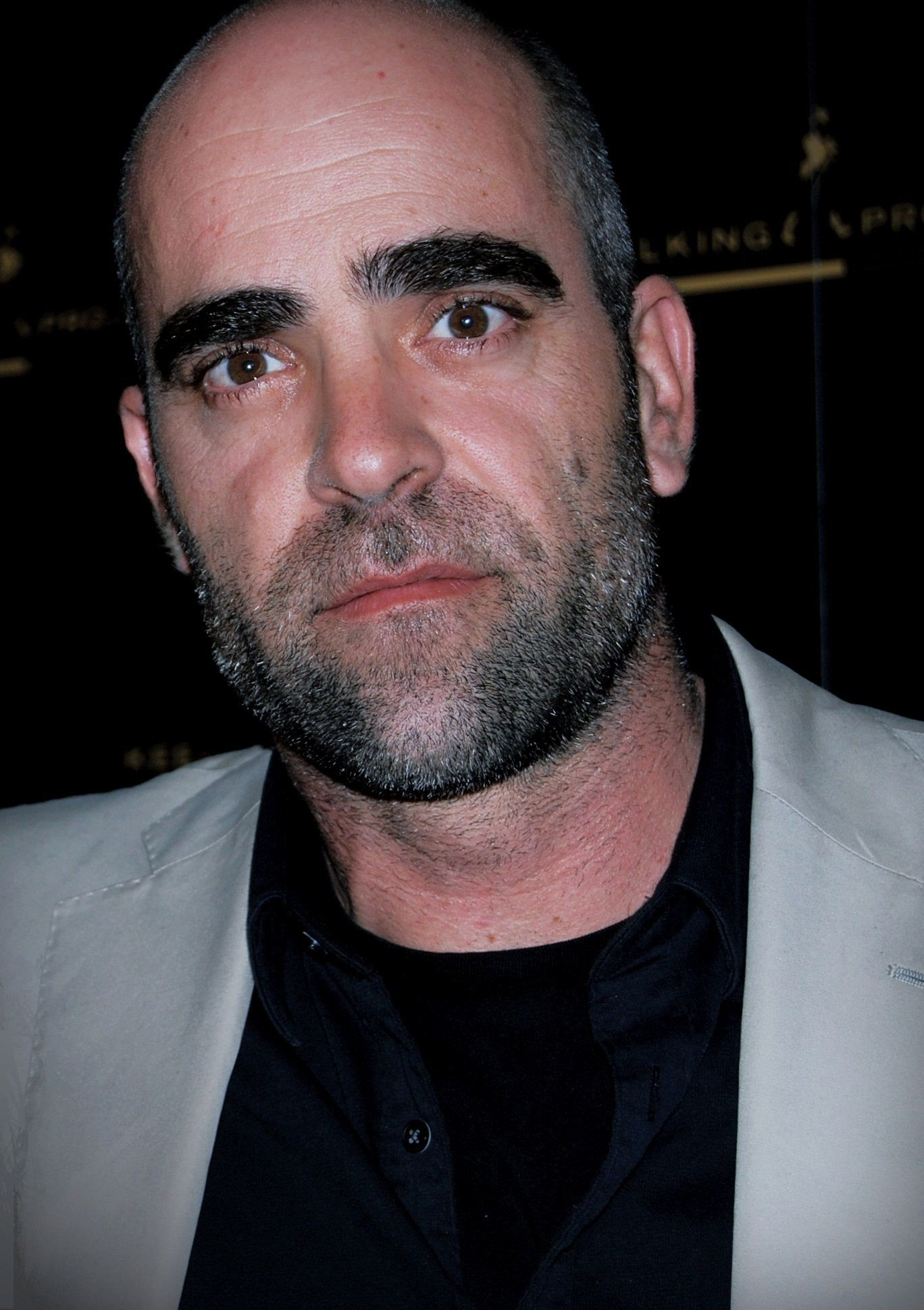
Luis Tosar en 2012.

## Recepción

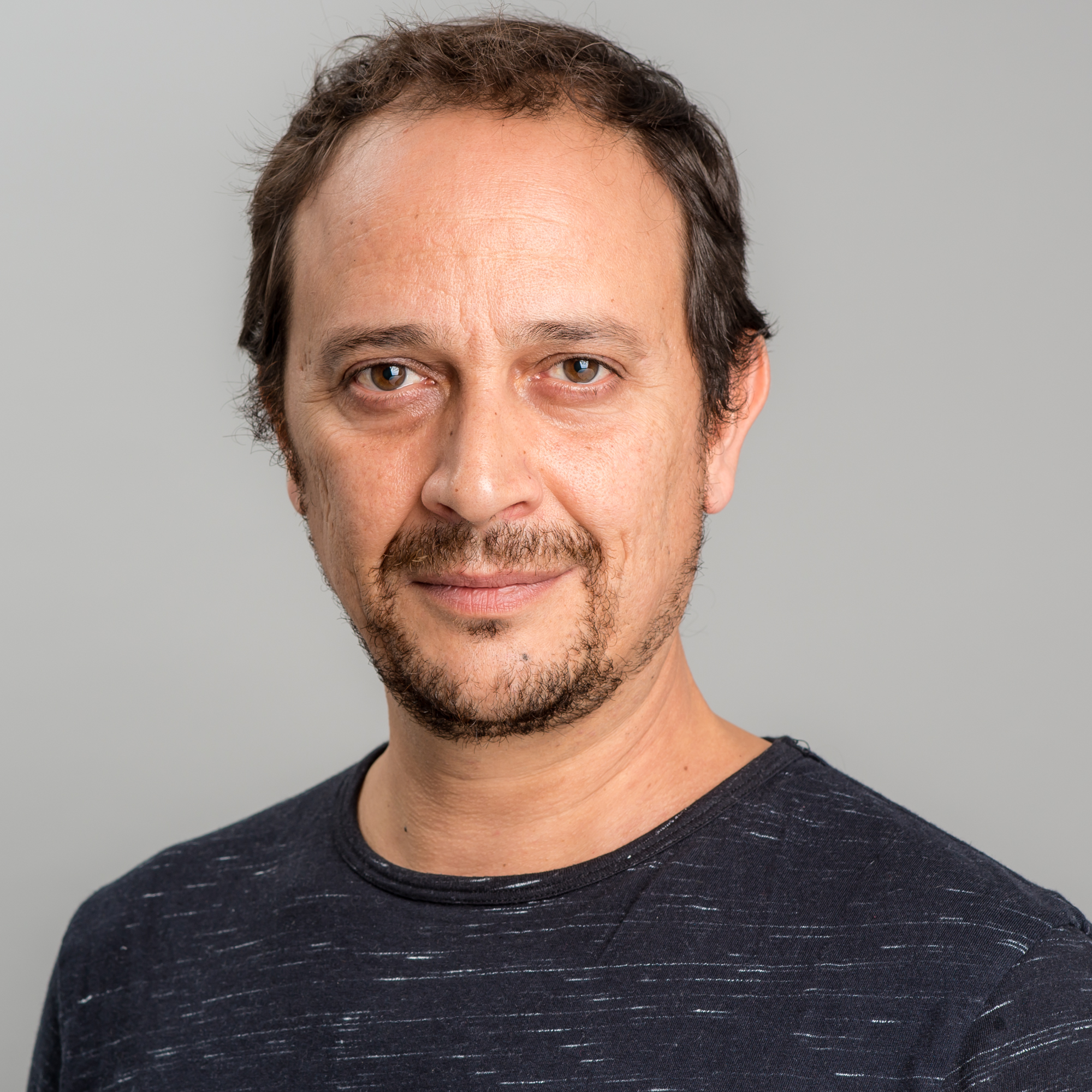
Luis Callejo en 2016.

Intemperie se estrenó en 166 salas de España el 22 de noviembre de 2019, quince meses después finalizado el rodaje. Según datos de la consultora comScore publicados por el Instituto de la Cinematografía y de las Artes Audiovisuales (ICAA), a fecha 27 de diciembre había sido vista por 90 381 espectadores y había recaudado 519 160 euros.
La crítica especializada fue unánime al establecer paralelismos entre la puesta en escena de Intemperie y las convenciones narrativas propias de las películas del Oeste. Así, Eduardo de Vicente (El Periódico) etiqueta la cinta como «wéstern ambientado en la España de la posguerra»; Quim Casas (El Periódico) titula: «Wéstern en el cortijo»; Javier Ocaña (El País) percibe en ella «apuntes de género, de “wéstern”, de “thriller”, de “road movie”»; Oli Rodríguez Marchante (ABC) resume la trama como una «historia de crueldades y polvo situada entre el Sur y el Wéstern»; según Luis Martínez (El Mundo), el director «recompone las reglas del wéstern para imaginar a la vez un drama rural con la Guerra Civil al fondo»; Victor Esquirol (Filmaffinity) escribe: «El Salvaje Oeste se traslada, una vez más, a la aridez del sur español»; finalmente, Javier Cortijo (Cinemanía) sugiere que, «como el wéstern es patrimonio imaginario universal, puede reencarnarse donde le dé la gana; por ejemplo, en una tierra baldía, amojamada y casi extraterrestre de la Andalucía de posguerra».   

## Premios y nominaciones
XXXIV edición de los Premios Goya
| Categoría                                 | Nominados                                | Resultado |
| ----------------------------------------- | ---------------------------------------- | --------- |
| Mejor película                            | Mejor película                           | Nominada  |
| Mejor interpretación masculina de reparto | Luis Callejo                             | Nominado  |
| Mejor guion adaptado                      | Benito Zambrano Daniel Remón Pablo Remón | Ganadores |
| Mejor dirección de producción             | Manolo Limón                             | Nominado  |
| Mejor canción original                    | «Intemperie», de Javier Ruibal           | Ganadora  |

Medallas del Círculo de Escritores Cinematográficos de 2019
| Categoría               | Nominados                                | Resultado |
| ----------------------- | ---------------------------------------- | --------- |
| Mejor película          | Mejor película                           | Nominada  |
| Mejor director          | Benito Zambrano                          | Nominado  |
| Mejor actor             | Luis Tosar                               | Nominado  |
| Mejor actriz secundaria | Natalia de Molina                        | Nominada  |
| Mejor actor secundario  | Luis Callejo                             | Nominado  |
| Mejor guion adaptado    | Pablo Remón Daniel Remón Benito Zambrano | Nominados |
| Actor revelación        | Jaime López                              | Nominado  |

- En la convocatoria de 2020 de los Premios Asecan del Cine Andaluz, Intemperie cosechó cinco premios:[14]
  - Premio Dirección (para Benito Zambrano)
  - Premio Guion (para Benito Zambrano, Pablo Remón y Daniel Remón)
  - Premio Interpretación Masculina de Reparto (para Vicente Romero)
  - Premio Fotografía (para Pau Esteve Birba)
  - Premio Canción Original (para Javier Ruibal)